# Péter Farkas (zápasník)
Péter Farkas (* 14. srpna 1968 Budapešť, Maďarsko) je maďarský zápasník, bývalý reprezentant v zápase řecko-římském.
Dvakrát startoval na olympijských hrách. V roce 1992 na hrách v Barceloně vybojoval v kategorii do 82 kg zlatou medaili. V roce 1990 a 1991 vybojoval zlatou medaili na mistrovství světa. V roce 1991 vybojoval zlatou a v roce 1996 stříbrnou medaili na mistrovství Evropy.
V květnu 2004 byl zatčen, když na pozemcích jeho rodiny objevila policie plantáže marihuany. V říjnu 2008 byl odsouzen na 5 let za obchodování s drogami, podařilo se mu však oklamat stráže a ze soudní budovy uprchnout. 10. prosince 2009 byl odsouzen v nepřítomnosti k 7 letům vězení. 26. prosince byl zatčen v Andoře. V srpnu 2014 byl propuštěn na svobodu.